# Nit d'estiu a la vora del fiord Vejle
Nit d'estiu a la vora del fiord Vejle és una pintura a l'oli sobre llenç de l'artista danès Harald Slott-Møller realitzat amb data de 1904. Es conserva en el Museu d'Art de Vejle en el centre de la ciutat de Vejle, a Dinamarca.

## Descripció
És una pintura de paisatge, però també pot ser considerada com una pintura de retrat, ja que la persona que apareix és l'esposa de l'artista, Agnes Slott-Møller, sens dubte és la dona asseguda i mirant cap al fiord de Vejle a ple nit d'estiu.
L'ambient d'aquesta pintura es caracteritza per un ús inusual de color, especialment a la prominent capa vermella de la dona. Harald Slott Møller es va basar en la seva pintura en el naturalisme i el simbolisme, la superfície i els colors es considera que tenen un significat simbòlic també en aquesta pintura.

## Europeana 280
Per l'abril de 2016, la pintura Nit d'estiu a la vora del fiord Vejle va ser seleccionada com una de les deu obres artístiques més importants de Dinamarca pel projecte Europeana.